# Coupe de Serbie de football 2011-2012
Navigation
Coupe de Serbie 2010-2011 Coupe de Serbie 2012-2013
La Coupe de Serbie 2011-2012 est la 6e édition de la coupe nationale serbe. Elle prend place entre le 31 août 2011 et le 16 mai 2012, date de la finale disputée au stade Mladost de Kruševac.
La compétition est remportée par l'Étoile rouge de Belgrade, qui gagne son troisième titre aux dépens du Borac Čačak.

## Format
Un total de 39 équipes prennent part à la compétition. Cela inclut les seize clubs de la première division serbe lors de la saison 2010-2011, ainsi que les dix-huit équipes du deuxième échelon. Les cinq derniers clubs participants sont les différents vainqueurs des coupes régionales de la saison 2010-2011, c'est-à-dire le Šumadija Jagnjilo (Belgrade), le Radnički Niš (Est), le FK Trepča (Kosovo-Métochie), le Mačva Šabac (Ouest) et le Donji Srem (Voïvodine).
La grande majorité des confrontations se jouent en un seul match à élimination directe. Les demi-finales sont la seule exception et sont quant à elles disputées en deux manches. À l'exception de la finale, aucune prolongation n'est par ailleurs disputée en cas d'égalité à l'issue du temps réglementaire, la rencontre étant alors directement décidée par une séance de tirs au but.
Le vainqueur de la coupe se qualifie pour le deuxième tour de qualification de la Ligue Europa 2012-2013. Si celui-ci est déjà qualifié pour une compétition européenne par un autre biais, cette place est réattribuée au finaliste. S'il est lui-même déjà qualifié, elle est alors reversée au championnat de première division.

## Tour préliminaire
Un tour préliminaire est disputé afin de réduire le nombre de participants à 32 dans la perspective des seizièmes de finale. Cette phase marque le début de la compétition et concerne les neuf derniers de la deuxième division 2010-2011 ainsi que les cinq vainqueurs des coupes régionales pour un total de 14 équipes et sept confrontations.
| Date         | Locaux                      | Score             | Visiteurs                   |
| ------------ | --------------------------- | ----------------- | --------------------------- |
| 31 août 2011 | FK Trepča (D4)              | 0 - 1             | (D2) FK Kolubara            |
| 31 août 2011 | Šumadija Jagnjilo (D3)      | 1 - 1             | (D3) FK Zemun               |
| 31 août 2011 | Radnički Niš (D2)           | 4 - 0             | (D3) Dinamo Vranje          |
| 31 août 2011 | Mačva Šabac (D3)            | 0 - 0 (1 - 3 tab) | (D2) Srem Sremska Mitrovica |
| 31 août 2011 | Donji Srem (D2)             | 4 - 0             | (D3) Big Bull Radnički      |
| 31 août 2011 | Mladi Radnik (D2)           | 0 - 2             | (D2) FK Teleoptik           |
| 31 août 2011 | Bežanija Novi Belgrade (D2) | 0 - 0 (4 - 5 tab) | (D2) RFK Novi Sad           |

## Seizièmes de finale
| Date              | Locaux                        | Score             | Visiteurs                     |
| ----------------- | ----------------------------- | ----------------- | ----------------------------- |
| 20 septembre 2011 | Metalac Gornji Milanovac (D1) | 3 - 1             | (D2) Srem Sremska Mitrovica   |
| 21 septembre 2011 | Radnički 1923 (D2)            | 0 - 0 (4 - 2 tab) | (D1) Rad Belgrade             |
| 21 septembre 2011 | Napredak Kruševac (D2)        | 0 - 2             | (D1) Spartak Subotica         |
| 21 septembre 2011 | Donji Srem (D2)               | 0 - 1             | (D1) Vojvodina Novi Sad       |
| 21 septembre 2011 | Hajduk Kula (D1)              | 0 - 1             | (D2) FK Kolubara              |
| 21 septembre 2011 | Banat Zrenjanin (D2)          | 2 - 0             | (D1) BSK Borča                |
| 21 septembre 2011 | Mladost Lučani (D2)           | 1 - 2             | (D1) Étoile rouge de Belgrade |
| 21 septembre 2011 | Sloboda Užice (D2)            | 1 - 1 (4 - 2 tab) | (D2) FK Teleoptik             |
| 21 septembre 2011 | FK Novi Pazar (D1)            | 0 - 3             | (D1) Partizan Belgrade        |
| 21 septembre 2011 | Radnički Niš (D2)             | 0 - 1             | (D1) OFK Belgrade             |
| 21 septembre 2011 | Borac Čačak (D1)              | 4 - 1             | (D2) Radnički Sombor          |
| 21 septembre 2011 | Šumadija Jagnjilo (D3)        | 2 - 2 (5 - 6 tab) | (D2) FK Inđija                |
| 21 septembre 2011 | FK Smederevo (D1)             | 1 - 0             | (D3) BASK Belgrade            |
| 21 septembre 2011 | FK Čukarički (D2)             | 0 - 0 (3 - 5 tab) | (D2) Proleter Novi Sad        |
| 21 septembre 2011 | Javor Ivanjica (D1)           | 1 - 0             | (D2) RFK Novi Sad             |
| 27 septembre 2011 | Sinđelić Niš (D2)             | 1 - 2             | (D1) FK Jagodina              |

## Huitièmes de finale
| Date            | Locaux                        | Score             | Visiteurs                     |
| --------------- | ----------------------------- | ----------------- | ----------------------------- |
| 26 octobre 2011 | Étoile rouge de Belgrade (D1) | 1 - 0             | (D2) Banat Zrenjanin          |
| 26 octobre 2011 | Spartak Subotica (D1)         | 0 - 0 (5 - 4 tab) | (D1) Radnički 1923            |
| 26 octobre 2011 | OFK Belgrade (D1)             | 5 - 0             | (D2) FK Kolubara              |
| 26 octobre 2011 | FK Inđija (D2)                | 1 - 2             | (D1) Vojvodina Novi Sad       |
| 26 octobre 2011 | Sloboda Užice (D1)            | 1 - 1 (2 - 4 tab) | (D1) FK Smederevo             |
| 26 octobre 2011 | Proleter Novi Sad (D2)        | 0 - 0 (1 - 4 tab) | (D1) Borac Čačak              |
| 26 octobre 2011 | FK Jagodina (D1)              | 1 - 1 (2 - 4 tab) | (D1) Javor Ivanjica           |
| 26 octobre 2011 | Partizan Belgrade (D1)        | 3 - 1             | (D1) Metalac Gornji Milanovac |

## Quarts de finale
| Date             | Locaux                        | Score             | Visiteurs              |
| ---------------- | ----------------------------- | ----------------- | ---------------------- |
| 23 novembre 2011 | Borac Čačak (D1)              | 0 - 0 (4 - 2 tab) | (D1) Spartak Subotica  |
| 23 novembre 2011 | OFK Belgrade (D1)             | 0 - 2             | (D1) Partizan Belgrade |
| 23 novembre 2011 | Vojvodina Novi Sad (D1)       | 1 - 0             | (D1) Javor Ivanjica    |
| 23 novembre 2011 | Étoile rouge de Belgrade (D1) | 4 - 0             | (D1) FK Smederevo      |

## Demi-finales
Les matchs allers sont joués le 21 mars 2012 tandis que les matchs retour sont disputés le 11 avril 2012.
| Équipe 1                      | Score | Équipe 2                | Aller | Retour |
| ----------------------------- | ----- | ----------------------- | ----- | ------ |
| Étoile rouge de Belgrade (D1) | 4 - 0 | (D1) Partizan Belgrade  | 2 - 0 | 2 - 0  |
| Borac Čačak (D1)              | 1 - 0 | (D1) Vojvodina Novi Sad | 0 - 0 | 1 - 0  |

## Finale
| ·                 |
| Entraîneur :      |
| Robert Prosinečki |

| ·              |
| Entraîneur :   |
| Slavko Vojičić |

| ·                 |
| Entraîneur :      |
| Robert Prosinečki |

| ·              |
| Entraîneur :   |
| Slavko Vojičić |